# Greece International 2006
Die Greece International 2006, die offenen internationalen Meisterschaften von Griechenland im Badminton, fanden vom 19. bis zum 23. Dezember 2006 statt.

## Medaillengewinner
| Disziplin    | Gold                            | Silber                             | Bronze                                    |
| ------------ | ------------------------------- | ---------------------------------- | ----------------------------------------- |
| Herreneinzel | Georgi Petrov                   | Neven Rihtar                       | Carlos Longo                              |
| Herreneinzel | Georgi Petrov                   | Neven Rihtar                       | Michal Matejka                            |
| Dameneinzel  | Hui Ding                        | Atu Rosalina                       | Eva Sládeková                             |
| Dameneinzel  | Hui Ding                        | Atu Rosalina                       | Claudia Vogelgsang                        |
| Herrendoppel | Georgi Petrov Blagovest Kisyov  | Kyle Holoboff Richard Liang        | Giovanni Traina Luigi Izzo                |
| Herrendoppel | Georgi Petrov Blagovest Kisyov  | Kyle Holoboff Richard Liang        | Paolo Viola Rosario Maddaloni             |
| Damendoppel  | Claudia Vogelgsang Atu Rosalina | Dometia Ioannou Maria Ioannou      | Irini Siasiou Toga Petroula               |
| Damendoppel  | Claudia Vogelgsang Atu Rosalina | Dometia Ioannou Maria Ioannou      | Aslanidi Kyriaki Christina Diamantopoulou |
| Mixed        | Giovanni Traina Hui Ding        | Demetris Kyprianou Dometia Ioannou | Michal Matejka Eva Sládeková              |
| Mixed        | Giovanni Traina Hui Ding        | Demetris Kyprianou Dometia Ioannou | Christos Tsartsidis Irini Siasiou         |